# Gloucester Road

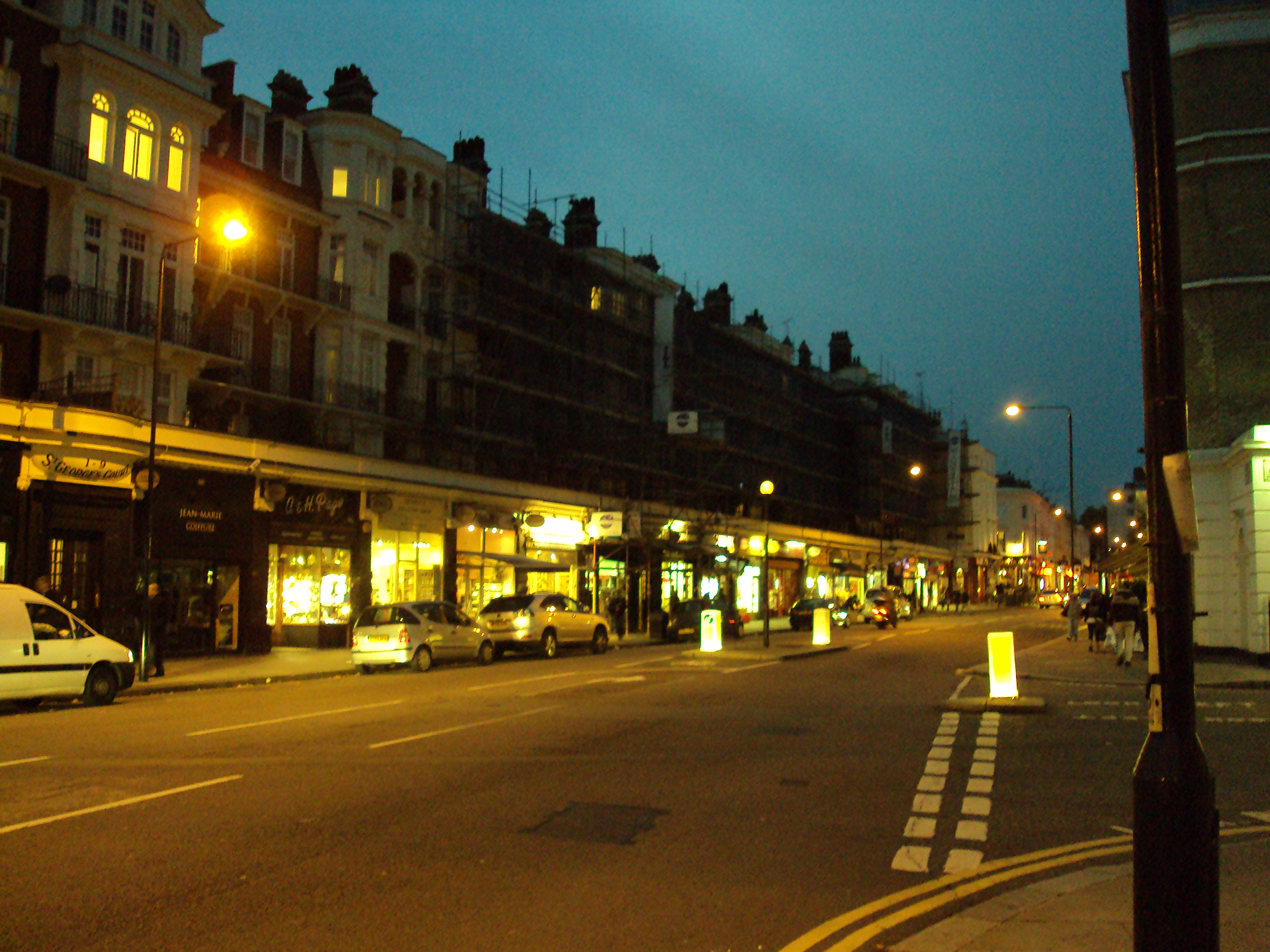
Veduta notturna di Gloucester Road.

Gloucester Road (IPA: /ˈɡlɒstər roʊd/) è una strada nel London Borough of Kensington and Chelsea, nella città di Londra.

## Quadro generale
Gloucester Road è molto conosciuta dai turisti a causa della massiccia presenza di hotel nella strada e nei suoi pressi. Inoltre la strada è molto vicina ad alcuni musei, quali il Victoria and Albert Museum o il Museo della scienza londinese.
Oltre ai musei, vicino alla strada sono siti numerosi negozi (dai grandi supermercati alle pasticcerie) e luoghi di ristoro, come pub, ristoranti e edifici facenti parte di catene fast food, come Burger King o McDonald's.

## Trasporti

### Metropolitana di Londra
Vicino a Gloucester Road è situata l'omonima stazione della metropolitana di Londra, che per l'appunto si chiama Gloucester Road. Altre stazioni vicine alla strada sono quelle di Earl's Court e South Kensington.

### Altre strade
Nel tracciato di Gloucester Road confluiscono molte strade. Le più importanti sono:
- Cornwall Gardens (che conduce agli omonimi giardini);
- Queen's Gate Terrace;
- Elvaston Place.